# خوان نوغويرا
خوان نوغويرا (بالبرتغالية: Juan Nogueira‏) ( مواليد 1 ماي 1988 ) هو ملاكم برازيلي فاز بالميدالية البرونزية في دورة ألعاب أمريكا الجنوبية 2014. تأهل إلى أولمبياد 2016.

## روابط خارجية
- خوان نوغويرا على موقع بوكس ريك (الإنجليزية) (registration required)
- خوان نوغويرا على موقع أوليمبيديا (الإنجليزية)
- خوان نوغويرا على موقع اللجنة الأولمبية البرازيلية (البرتغالية)